# Eins Energie in Sachsen
Die Eins Energie in Sachsen GmbH & Co. KG (Eigenschreibweise eins energie in sachsen) ist ein sächsischer Energieversorger mit Sitz in Chemnitz. Das Unternehmen entstand im Sommer 2010 aus der Fusion der Stadtwerke Chemnitz und der Erdgas Südsachsen GmbH.

## Anteilseigner
Jeweils 25,5 % der Anteile sind im Besitz des Zweckverbands „Gasversorgung in Südsachsen“ und der Stadt Chemnitz. Das kommunale Beteiligungsunternehmen Thüga besitzt 39,9 % und Envia Mitteldeutsche Energie 9,1 %. Im Aufsichtsrat haben die Mitarbeiter sieben Sitze, die Thüga vier, Chemnitz und der Zweckverband jeweils fünf Sitze.

## Unternehmensdaten
Das Unternehmen versorgt rund 400.000 Kunden im vormaligen Direktionsbezirk Chemnitz. Während im Bereich der Stadt Chemnitz Erdgas, Strom, Wärme, Kälte und Wasser sowie energienahe Dienstleistungen angeboten werden, ist im übrigen Versorgungsgebiet die Erdgasversorgung vorherrschend. Das heutige Unternehmen ging aus der Fusion der Erdgas Südsachsen GmbH mit der Stadtwerke Chemnitz AG im August 2010 hervor. In Chemnitz und in acht Betriebsstellen in Südsachsen arbeiteten im Geschäftsjahr 2021 rund 1200 Mitarbeiter, der Jahresumsatz lag bei 981 Millionen Euro.
Eins Energie in Sachsen hat seit dem Jahr 1990 in Südsachsen mehr als 3,3 Milliarden Euro in die Infrastruktur und die Versorgungssicherheit investiert.
Das Unternehmen steht im Versorgungsgebiet in den Medien Strom und Gas vor allem in Konkurrenz zum Energieversorger Enviam.
Das Unternehmen ist unter anderem an Kom9, einem Anteilseigner der Thüga AG, beteiligt.

### Zahlen & Fakten
| Erdgasnetz      | 7.580 Kilometer, 138.500 Hausanschlüsse, 732 Gas-Druckregelanlagen      |
| Stromnetz       | 3.090 Kilometer, 11 Umspannwerke, 31.500 Hausanschlüsse                 |
| Trinkwassernetz | 1.500 Kilometer, 14 Hochbehälter, 25 Pumpanlagen, 34.000 Hausanschlüsse |
| Abwassernetz    | 980 Kilometer, 275 abwassertechnische Anlagen                           |
| Fernwärmenetz   | 290 Kilometer, 2.800 wärmetechnische Anlagen                            |
| Fernkältenetz   | 5,5 Kilometer, 5 zentrale und dezentrale Erzeugerstationen              |
| Glasfasernetz   | mehr als 1.800 Kilometer Trasse, 75.300 Anschlüsse                      |